# 산양읍
산양읍(山陽邑)는 대한민국 경상남도 통영시의 읍이다. 미륵도의 남부와 부속 도서 일부를 관할하며 섬이 많고 자연경관이 수려한 한려해상국립공원 구역으로 각종 양식장, 축양장이 집중되어 있는 수산물 생산의 중심지로서 경상남도 수산자원연구소, 남동해수산연구소, 산양스포츠파크 등의 시설이 있다.

## 개요
산양읍 지역은 원래 고성현에 속했으며, 임진왜란 직후인 1604년 조선 선조 37년 통제영이 이 고장 두룡포로 옮겨 설치된 이후 1677년 조선 숙종 3년 고성현 춘원면에 구획되었다. 1900년 대한제국 광무 4년 지금의 통영시 지역이 고성에서 분리 독립하여 진남군이 되자 진남군 서면에 속했으나, 그 행정구역의 광역으로 인하여 1902년 광무 6년 산양면으로 다시 분면되었다. 그 후 관할 법정동리의 조정과 동리명의 개칭은 다소 있었으나 줄곧 산양면으로 칭했으며, 1995년 통영군과 충무시를 통합하여 통영시가 되면서 산양읍으로 승격되었다.

### 지명
전래의 지명 ‘산양’(山陽)은 ‘산 남쪽의 양지바른 곳’을 뜻하는 한자 지명이다. 1902년 광무 6년 옛 진남군 서면에서 분면될 때, 이 곳 대부분의 지역이 미륵도 동서로 길게 연이어진 미륵산맥의 남쪽에 위치한 까닭으로 산양면(山陽面)이라 이름하게 되었던 것이다.

## 역사
- 조선초기 고성현에 속함
- 1677년 고성현 춘원면에 속함
- 1900년 진남군 서면에 속함
- 1902년 진남군 산양면으로 분면
- 1909년 용남군 산양면
- 1914년 4월 1일 용남군 산양면 등을 통영군 산양면 14개 리로 통폐합하였다.[3]

| 구 행정구역        | 신 행정구역        | 신 행정구역                                                            |
| ------------------ | ------------------ | ---------------------------------------------------------------------- |
| 용남군 서면 일부   | 통영군 산양면 일원 | 풍화리, 미수리, 봉평리, 도남리, 영운리                                 |
| 용남군 산양면 일원 | 통영군 산양면 일원 | 신전리, 미남리, 연화리, 삼덕리, 남평리, 곤리동, 연곡리, 저림리, 추도리 |
- 1917년 통영면 당동리, 인평리, 평림리를 편입하였다. (17법정리)
- 1939년 4월 1일 미수리, 봉평리, 도남리, 당동리, 인평리, 평림리를 통영읍으로 이관하였다.[4] (11법정리)
- 1995년 1월 1일 통영군 등을 통영시로 개편하였다.[5]
- 1995년 3월 2일 산양읍으로 승격하였다.[6]

## 행정 구역
- 영운리(永運里)
- 신전리(新田里)
- 미남리(彌南里)
- 연화리(延和里)
- 삼덕리(三德里)
- 남평리(藍坪里)
- 풍화리(豊和里)
- 곤리리(昆里里)
- 추도리(楸島里)
- 저림리(楮林里)
- 연곡리(煙谷里)

## 교육
- 산양초등학교 (남평리)
  - 만지분교 (폐교) - (저림리 125-1)
  - 곤리분교 (폐교) - 곤리길 96 (곤리리)
  - 학림분교 (폐교) - 학림길 84 (저림리)
  - 풍화분교 (폐교) - 풍화일주로 388 (풍화리)
  - 오비분교 (폐교) - 오비도길 118-10 (풍화리)
  - 미남분교 (폐교) - 물개길 9 (미남리)
  - 저도분교 (폐교) - 오곡길 155 (연곡리)
  - 추도분교 (폐교) - 추도대항길 12-2 (추도리)
  - 조양분교 (폐교) - 연대길 109 (연곡리)
  - 화양분교 (폐교) - 논아랫개길 4 (신전리)
- 한려초등학교 영운분교 (폐교) - 산양일주로 236 (영운리)
- 산양중학교 (남평리)

## 문화재
- 통영 연대도 패총 - 사적 제335호
- 통영 추도 후박나무 - 천연기념물 제345호
- 삼덕리마을제당 - 중요민속자료 제9호
- 당포성지 - 경상남도 기념물 제63호
- 통영 미륵산 봉수대 - 경상남도 기념물 제210호

## 기관
- 통영경찰서 산양파출소
- 산양우체국
- 통영수산과학관
- 경상남도 수자원연구소
- 국립수산과학원 남동해수산연구소

## 같이 보기
- 미륵도
- 오비도
- 곤리도
- 추도 (통영시)
- 저도 (통영시)
- 학림도
- 만지도
- 연대도
- 오곡도